# 청량리역 검수차고
서울 청량리역 검수차고(서울 淸凉里驛 檢修車庫)은 서울특별시 동대문구 전농동, 청량리역에 있는 일제강점기의 건축물이다. 2006년 9월 19일 대한민국의 국가등록문화재 제269호로 지정되었다.

## 개요
1938년에 건립되어 청량리역의 전차대를 거쳐 기관차를 수리 및 보관하는 차고로 사용된 건물로 총 27칸이며, 반원형의 방사상으로 배열된 형태였으나 차량의 방향을 돌리는 턴테이블과 차고 다수가 철거되어 현재는 차고 3칸만이 남아 있다. 우리나라 철도건축사에서 유일하게 보여지는 철도차량 정비시설로 근대사적, 철도사적 가치가 있다.

## 같이 보기
- 청량리역

## 참고 자료
- 서울 청량리역 검수차고 - 국가유산청 국가유산포털